# Gal mesedi
A szócikk címe technikai okok miatt pontatlan. A helyes cím: GAL.MEŠEDI.
A GAL.MEŠEDI a hettita királyi udvar egyik legjelentősebb tisztsége, az államvezetés második számú embere, a királyi testőrség parancsnoka. A későkori Tavagalavasz-levél alapján feltehető, hogy hettita nyelven a tuhkanti címmel azonos. A cím kialakulása valószínűleg az óasszír kereskedelem korára, a Hettita Birodalom előttre tehető, de a rabi simmiltim cím hamarabb jelenik meg, az első ismert testőrparancsnok az i. e. 16. század első felében élt. A címet általában a koronaherceg, vagy az uralkodó testvére kapta. A közigazgatás a hettita államban két részre oszlott, a polgári és katonai feladatkörökre, ezek közül a testőrparancsnok a katonai közigazgatás feje volt.
Koronahercegként (trónörökös) vagy királyi hercegként természetesen mindig jelentős politikai hatalommal bírt a pozíció betöltője. Az uralkodó egyik legközelebbi rokonaként a katonai funkciók mellett fontos szerepet játszott néhány ünnepség megrendezésében, ahol az uralkodót képviselte.
A szóösszetétel a sumer GAL (=„nagy”) és az akkád ME-ŠE-DI tagokból áll össze. Ez utóbbi tagnak szerteágazó jelentései vannak. A LÚMEŠ általában a királyi házhoz, királyi családhoz tartozót jelöl. A cím eredetileg LÚMEŠEDI alakú volt, birtokos esetben. Ebből alakult ki a GAL LÚ.MEŠ MEŠEDI, majd rövidülve a GAL.MEŠEDI, azaz a „nagy kormányzó”. Érdekes módon többes számú alakja is előfordul: LÚ.MEŠME-ŠE-DI-TIM alakban.
A KUB 31,37 (CTH#85) így ír Hattuszilisz herceg karrierjéről:
| Eredeti szöveg | Magyarul |
| --- | --- |
| 11. § (39) DIŠTAR [(-ma-mu-kán GAŠAN-YA i-la-ni i-la-ni)] (40) nam-ma ti-iš-ki-it 12a.§ (41)nu-za DUMU.LUGAL e-šu-un nu-za G[(AL)].ME-ŠE-DI ki-iš-ḫa-ḫa-at[ (42)GAL.ME-ŠE-DI-ma-za LUGAL KUR Ḫa-ak-p[(iš-š)]a ki-iš-ḫa-ḫa-at LUGAL KUR [Ḫa-ak-(piš-ma-za)] (43) LUGAL-GAL-nam-ma ki-iš-ḫa-ḫ[(a-at)]t[ | (39-41) (Majd) Istár (a mi Úrnőnk) [lépésről lépésre] átadta nekem, ily módon voltam királyi herceg és lettem GAL.MEŠEDI Hattiban [ (42-43) És én, a GAL.MEŠEDI Hakp(isz) királya lettem, aztán [Hak(pisz) város] királyából (lettem) Nagy Király H[at]t[iban] |

## Ismert GAL.MEŠEDI-k
- Kiccui, I. Hattuszilisz uralkodása alatt[1]
- Lepalszi, I. Hattuszilisz és I. Murszilisz alatt
- Curusz, I. Cidantasz és Ammunasz idején, feltevés, hogy Cidantasz fia és Ammunasz testvére
- Hasszuilisz, II. Hantilisz testőrparancsnoka, II. Cidantasz apja, talán Alluvamnasz testvére
- Larijasz, II. Huccijasz uralkodásának első felében
- Muvatallisz, II. Huccijasz uralkodásának második felében, talán Kantuccilisz testvére
- Muvasz, I. Muvatallisz alatt, testvére vagy fia az uralkodónak
- Kantuccilisz, ismeretlen időben, származására vonatkozóan sok feltételezés létezik
- Cidasz, I. Szuppiluliumasz testvére és testőrparancsnoka
- Hattuszilisz, II Muvatallisz és III. Murszilisz uralkodása idején, Muvatallisz nagybátyja
- Tudhalijasz, III. Hattuszilisz alatt, az uralkodó fia
- Huccijasz, III. Hattuszilisz fia, III. Tudhalijasz testvére és testőrparancsnoka